# Suimanga elegant
El suimanga elegant (Aethopyga duyvenbodei) és un ocell de la família dels nectarínids (Nectariniidae).

## Hàbitat i distribució
Habita boscos i zones de matoll de les Illes Sangihe, al nord de Sulawesi.